# Zilahy Imre
Zilahy Imre, teljesebb nevén Zilahy Kiss Imre (Zilah, 1845. február 3. – Pest, 1867. február 17.) költő és hírlapíró.
Nemesi családból származott. Zilahy Kiss Károly ügyvéd és Kállay Charitas fia, Zilahy Ágnes írónő bátyja és Zilahy Károly öccse. Már gyermekkorában írogatott pesti lapokba. Később a fővárosba költözött és egészen az irodalomnak élt. Költeményeivel, cikkeivel és műfordításaival föltűnést keltett, korai halála azonban megakadályozta tehetségének igazi kifejlődését. Az orosz költők művészibb fordítását Zilahy Imre kezdte meg irodalmunkban.
Cikkei és költeményei a következő lapokban és folyóiratokban jelentek meg: Budapesti Hírlap (1857. 66., 67., 89., 90., 144., 145. Bőjti Levelek). Hölgyfutár (1864. I. 76., II. 8., 20., 26., 29., 33., 36. költemények, részben Cserényi álnéven). Alföldiek Segélyalbuma 1864. (A bakcsiszeráji forrás, költői beszély Puskintól, Bodenstedt után.) Képes Világ 1866. (költ.) Magyar Sajtó (1865. 83. Száz aranyos társadalmi tragédia). Részvét Könyve 1868. (költemények) Nefelejts 1863-4. (költ.) Koszorú 1863. (költ.) Háború Könyv 1866. (Életképek háborús országokból.) Hazánk s a Külföld (1866. 2. Zeyk Károly. 24. Urházy György. 26. Dózsa Dániel). Fővárosi Lapok (1864. 14. Vélemény. 1865. 254-7. Gyulai Vörösmarty életrajzának bírálata.) Korunk Tárczája (1865. 36. Kirándulás az Érmellékre. Ukránia költészete). Politikai Hetilap (1865. 17. Az angol lyra irodalom. 22. A történeti regény). Pesti Napló (1865. 151-3. A szláv népköltészetről).

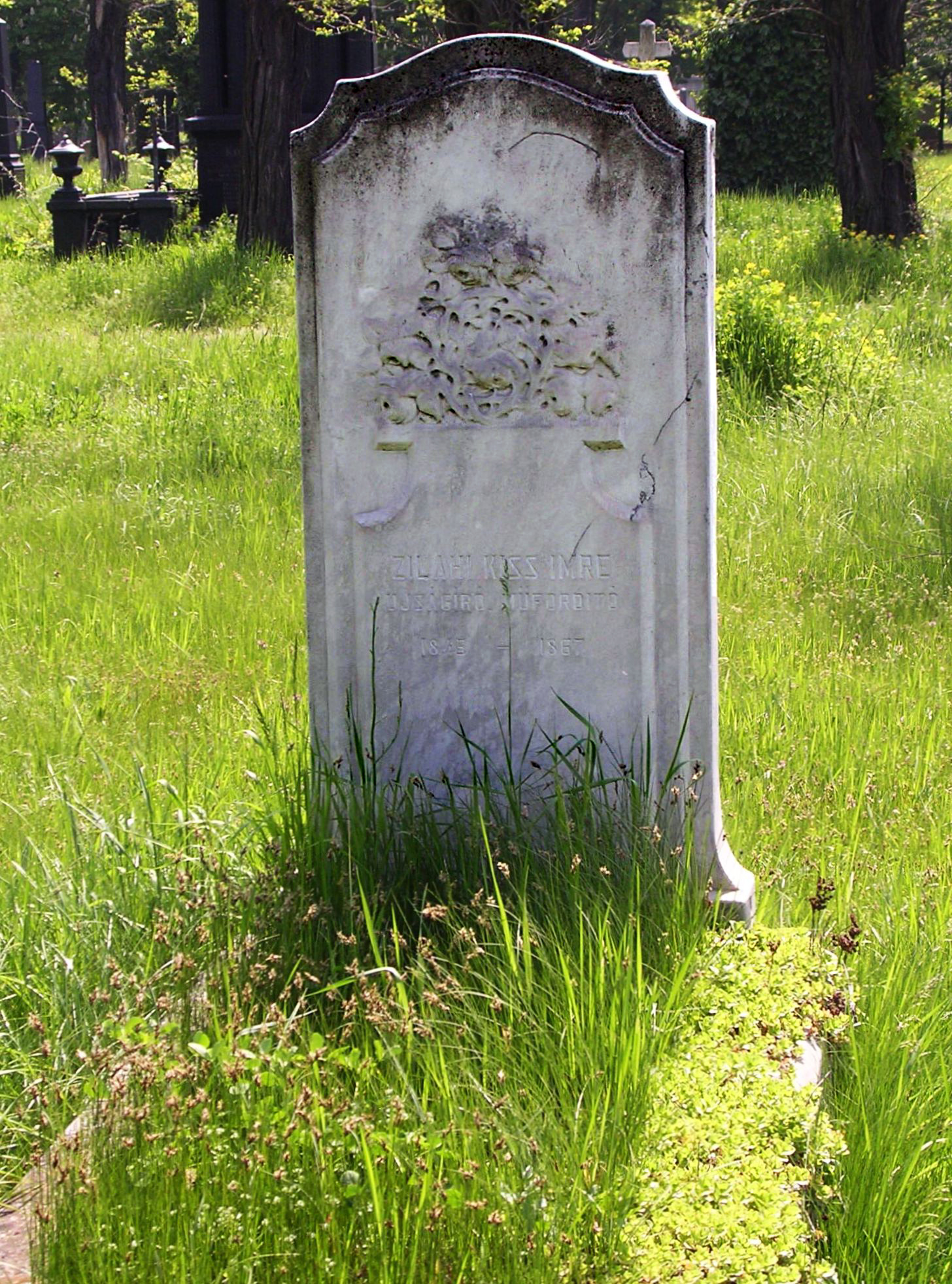
Sírja a Fiumei úti sírkertben (9-4-3)

## Munkái
- Puskin költői beszélyei. Pest, 1864. (Cserényi Imre álnéven.)
- Északi fény. Pest, 1866. (Puskin és Lermontov költeményeiből.)
- Andromache (Jean Racine-tól ford.). Marosvásárhely, 1866.
- Költemények. Pest, 1867. (Eredeti versei.)